# Москворецкий рынок
Москворе́цкий ры́нок — московский рынок на углу Болотниковской улицы и Симферопольского бульвара. Основан в 1937 году на базе стихийных базаров, обслуживал Москворецкий район по которому и получил название. Рынок реконструировался в 1957-м, 2015-м и 2017—2018 годах.

## История
Рынок изначально существовал как стихийный.  В 1937 году, когда эта земля вошла в черту Москворецкого района Москвы, по Центральной улице посёлка провели трамвайную линию, таким образом рынок оказался связан с центром Москвы. Сюда за свежей зеленью и другими товарами москвичи приезжали ради низких цен. В 1956 году на месте разрозненной застройки и овощного базара было возведено большое здание, в которое были включены корпуса ещё дореволюционной застройки. До сих пор на рынке сохранились фрагменты пола, выложенные подлинными чугунными плитами конца XVIII — начала XIX века. С самого начала работы рынок включал в себя строительный, вещевой, овощной и продовольственный блоки и быстро завоевал популярность среди москвичей благодаря низким ценам, в особенности на сезонные продукты и строительные материалы, и расположению в густонаселённом жилом районе.
В 1990-е годы рынок был приватизирован. Развитие торговли и расширение ассортимента товаров сопровождалось усилением преступности: часть торговых площадей контролировали криминальные группировки, основанные выходцами из различных регионов России и СНГ. На рынке процветали подпольная наркоторговля, карманные кражи, продажа просроченных продуктов, нарушения санитарно-гигиенических норм и миграционного законодательства, у предпринимателей нередко отсутствовали необходимые для торговли документы. В ходе противоборства преступных групп за контроль над Москворецким рынком с начала 1990-х годов было убито и пропало без вести 17 человек.
В 2001 году сотрудники МВД и налоговой полиции попытались вмешаться в ситуацию на рынке, однако волна убийств и передела собственности продолжилась и в последующие годы. В середине 2000-х стали ходить слухи о возможном сносе рынка и строительстве на его месте современного торгового комплекса.
В 2013-м Москворецкий рынок снова оказался в центре внимания СМИ из-за митинга прокремлёвского движения «Хрюши против», занимающегося защитой прав потребителей. Акция, направленная на борьбу с недобросовестными торговцами, закончилась потасовкой, на следующий день рынок временно не работал.
В 2014 году правительство Москвы начало работы по благоустройству Москворецкого рынка без увеличения его площади. В ходе реконструкции были построены современные торговые ряды, помещения для товаропроизводителей и представителей крупных комбинатов, большую часть торговых точек (360 из 400) отдали продавцам сельскохозяйственной продукции. 28 марта 2015 года рынок открылся после реконструкции: в ходе торжественной церемонии был приготовлен самый большой в мире холодец размерами 509 на 129 сантиметров и весом в 400 килограммов.
В 2016 году Москворецкий рынок отметил 60-летие. Тогда же его собственником стал владелец Gremm Group Михаил Горяинов, объявивший о сохранении функционала и исторического названия. Осенью того же года в рамках операции «Нелегал» полицейские провели проверку рынка, выявив ряд нарушений миграционного законодательства, нарушители были привлечены к административной ответственности.
Летом 2017 года правительство Москвы утвердило перечень объектов, подлежащих сносу как самострой. Среди них оказалась территория Москворецкого строительного рынка, расположенная в охранной зоне тепловых и электрических сетей, систем водо- и газоснабжения: в случае аварии доступ к коммуникациям отсутствовал, что противоречило правилам техники безопасности. Соответствующее постановление подписал мэр Москвы Сергей Собянин. К октябрю того же года были снесены строения рынка со стороны Симферопольского бульвара. Освободившуюся территорию стали использовать для стихийной парковки автомобилей. Торговые ряды со стороны Болотниковской улицы продолжили свою работу. В том же году началась очередная масштабная реконструкция рынка, завершившаяся 1 марта 2018 года.
В августе 2018 года на месте парковки начали возводить сквер с урнами, скамейками, защитными ограждениями для деревьев, торшерами и светильниками. Окончание работ запланировано на осень 2018-го.
По состоянию на 2018 год Москворецкий рынок является одним из самых дешёвых в Москве. Наиболее устойчивым спросом пользуются сезонные овощи и фрукты. Действует фудкорт, состоящий из 20 ресторанов авторской кухни, работают аптеки, магазины промтоваров и бытовой химии, салоны связи, проводятся городские праздники и фестивали, кулинарные мастер-классы, дегустации, выступления музыкальных и танцевальных коллективов.